# Березуеск
Березуеск — древний русский город, упомянутый в летописном «Списке русских городов дальних и ближних». Центр удельного Березуйского княжества и вотчина князей Березуйских. Отождествляется с известным по писцовым описаниям XVII века погостом Молодой Березуй, находившимся на левом берегу реки Вазузы ниже устья Осуги рядом с нынешней деревней Золотилово в Зубцовском районе Тверской области. Упоминается также в грамоте 1370 года литовского великого князя Ольгерда константинопольскому патриарху Филофею как город, принадлежавший Великому княжеству Литовскому и временно отнятый у него Дмитрием Донским.